# La Boissière-des-Landes

La Boissière-des-Landes este o comună în departamentul Vendée, Franța. În 2009 avea o populație de 1,283 de locuitori.